# Clytellus kiyoyamai
Clytellus kiyoyamai är en skalbaggsart som beskrevs av Hayashi 1977. Clytellus kiyoyamai ingår i släktet Clytellus och familjen långhorningar. Inga underarter finns listade i Catalogue of Life.